# Lo de Juárez
Lo de Juárez es una localidad del estado mexicano de Guanajuato. Es parte del municipio de Irapuato.

## Demografía
| Gráfica de evolución demográfica |
|                                  |

| Censo | Población |
| ----- | --------- |
| 1900  | 825       |
| 1910  | 827       |
| 1921  | 356       |
| 1930  | 502       |
| 1940  | 836       |
| 1950  | 872       |
| 1960  | 798       |
| 1970  | 1 315     |
| 1980  | 1 805     |
| 1990  | 2 521     |
| 2000  | 3 574     |
| 2010  | 4 378     |
| 2020  | 4 980     |